# Йоханес Кюмел
Йоханес Кюмел (на немски: Johannes Kümmel) е немски офицер и танков ас от Втората световна война. Става известен по време на кампанията в Северна Африка, където получава прякора „Лъвът от Капузо“ (на немски: Der Löwe von Capuzzo).

## Биография

### Ранен живот и постъпване в армията
Йоханес Кюмел е роден на 21 юли 1909 г. в Бьоблинген, Саксония, Германска империя. Присъединява се към Райхсвера през 1928 г. и бързо достига до чин унтерофицер. Кюмел остава в армията след формирането на Вермахта и през 1938 г. е прехвърлен към новосформирания 8-и танков полк от 10-а танкова дивизия край Бьоблинген, югозападна Германия. През 1939 г., вече с ранг оберфелдфебел, получава командването на танков взвод от 1-ва рота.

### Втора световна война (1939 – 1945)
Участва в кампанията в Полша. На 27 септември 1939 г. е награден с ордена „Железен кръст“ – II степен, а от 20 октомври, след приключването на кампанията, и с „Железен кръст“ I степен. Получава го като признание за участието си в множество операции, включително унищожаването на няколко противникови танка. Скоро след това е повишен до оберлейтенант.
На 1 април 1940 г. Кюмел е повишен до ранг хауптман и получава командването на 1-ва рота от 8-и танков полк. По време на кампанията на запада служи в 19-и танков корпус, командван от ген. Хайнц Гудериан. Взема участие в бронетанковия пробив при Седан, боевете в Белгия, Люксембург, Холандия, Франция и настъплението до Ламанша. Като командир на рота остава на фронтовата линия и на 5 юни 1940 г. е леко ранен, когато танка му се натъква на противотанкова мина.

#### Кампания в Северна Африка (1941)
След неуспешната италианска офанзива в Египет и последвалото британско настъпление принуждава Германия да се включи в боевете в Северна Африка. На 18 януари 1941 г. 8-и танков полк е придаден към 15-а танкова дивизия. Заедно с 5-а лека дивизия формират Немския африкански корпус, командван от Ервин Ромел. На 14 февруари 1941 г. челните елементи на 5-а лека дивизия достигат Триполи, а в началото на май към тях се присъединява и 15-а танкова дивизия. В началото на бойните действия 8-и танков полк разполага с 20 – Панцер IV, 71 – Панцер III и 55 – Панцер I, Панцер II и командни танкове.
На 15 юни 1941 г. британците, командвани от генерал Арчибалд Уейвъл, започват операция Бойна секира, опит да бъде свалена обсадата на Тобрук. Проходът Халфая е превърнат в силна защитна позиция, защитавана от хауптман Вилхелм Бах и неговата група, които удържат британската атака. Италианската дивизия „Тренто“, под командването на германската 15„-та“ танкова дивизия, защитава района Солум-Капузо-Бардия. Британската атака към Бардия е подкрепена с 50 танка от 7-а бронетанкова дивизия, а германския 8-и танков полк е изпратен да ги пресрещне. Британците са временно забавени от едно 88 мм оръдие, което унищожава трите водещи танка. Останалите спират атаката, за да се прегрупират под прикритието на димна завеса.
Това закъснение позволява на 1-ви батальон от 8-и танков полк да пристигне навреме. Атакуват противника с два танка Панцер IV. Унищожават един британски танк Матилда II и скоро са подкрепени от рота танкове Панцер III. По време на битката танк командван от оберлейтенант Петерс е уцелен и иска от Кюмел да осигури прикриващ огън докато се евакуират. Два противникови танка се опитват да довършат повредената машина, но са прогонени от Кюмел. След това се насочва към британските 2 паундови противотанкови оръдия и унищожава няколко. В битката вече участва целия 8-и танков полк. Скоро след това друга група от 20 британски танка Матилда II е забелязана да се приближава откъм фланга. Командирът на полка Ханс Крамер нарежда на Йоханес Кюмел да атакува противника и да защити фланга. С половината от своята рота, включваща два Панцер IV, унищожават осем противникови танка, с което се слага край на атака. Британското настъпление спира, но и двете страни претърпяват тежки загуби. След боевете на 18 юни Кюмел получава прякора – „лъвът от Капузо“ (на немски: Der Löwe von Capuzzo), а на танка му е изрисуван „ревящ лъв“. На 9 юли 1941 г. Кюмел е награден с орден „Рицарски кръст“, за участието му в бойните действия. Препоръката идва от командира на 15-а танкова дивизия, генерал-лейтенант Валтер Нюман-Зилков.
През май 1942 г. Кюмел временно получава командването на 1-ви танков батальон от 8-и танков полк. Ръководи го по време на германската офанзива в Киренайка и към Египет – операция Тезей, която стартира на 26 май 1942 г. На 15 юни танковете на Кюмел достигат бреговата линия, а до вечерта превземат пристанището Пиастрино. На 21 юни 1942 г. гарнизонът на Тобрук се предава на войските под командването на Ромел. След падането на града се осъществяват три офанзиви, две от британците в опит да изтласкат силите на Оста от Египет и Киренайка и една германска в опит да навлезе дълбоко в Египет. На 11 октомври 1942 г. Кюмел е награден с дъбови листа към Рицарския кръст. През ноември 1942 г. получава командването на танков батальон и на 1 декември е повишен до чин майор.

### Италия (1943 – 1944)
След Северна Африка е прехвърлен в южна Италия. Повишен е до ранг оберстлейтенант и получава назначение в щаба на 14-и танков корпус, командван от генерал Ханс Валентин Хубе. През октомври 1943 г. получава командването и на 26-и танков полк от 26-а танкова дивизия, които водят боеве в района на Салерно и Казино. На 30 януари полкът на Кюмел става част от формациите, които имат за цел да унищожат противниковите плацдарми в района на Анцио-Нетуно. Операцията е неуспешна и втора е запланувана за 27 февруари 1944 г. Кюмел не успява да участва в нея след като загива при катастрофа близо до Кистерна. На 20 май 1944 г. получава посмъртно ранг оберст. На 7 април 1943 г. в негова чест е издигната паметна плоча в родния му град Бьоблинген.

## Военна декорация
| - Германски орден „Железен кръст“ (1939) – II (?) и I степен (?) - Германска „Значка за раняване“ (1939) – черна (?) - Германска „Танкова значка“ (?) | - Рицарски кръст с дъбови листа - Носител на Рицарски кръст (9 юли 1941) - Носител на Дъбови листа № 133 (11 октомври 1942) |